# 牛椋鸟属
牛椋鸟属（学名：Buphagus）是雀形目牛椋鸟科（学名：Buphagidae）的唯一一属，包含以下2个物种：
- 黄嘴牛椋鸟 Buphagus africanus
- 红嘴牛椋鸟 Buphagus erythrorynchus